# Звана вечеря (фільм)
«Зва́на вече́ря» (інша назва — «Розбиті мрії») — радянський короткометражний кольоровий художній фільм, поставлений на кіностудії «Ленфільм» в 1953 році режисером Фрідріхом Ермлером.

## Сюжет
Дрібний чиновник Петро Петрович щосили намагається прилеститися до начальства, щоб швидше зробити кар'єру. Для цього він одного разу вигадує свій день народження й запрошує на вечерю свого начальника. Петро Петрович ретельно підготувався до прийому високого гостя. Стіл святково накритий. Ще зовсім трохи почекати і… Але трапляється непередбачене: двері з кімнати в коридор несподівано зачиняються. А ключа в нього немає. Петро Петрович, не знаючи, що робити, в цілковитій розгубленості бігає по замкненій кімнаті. Врешті-решт він вирішує, що його витівка провалилася й починає з горя на самоті справляти свій вигаданий день народження. Досить скоро, під впливом випитого, язик Петра Петровича розв'язується, і він починає вголос дедалі більш і більш натхненно викривати своїх товаришів по службі. Коли ж остаточно входить у раж, двері в кімнату відчиняються й на порозі з'являються запрошені гості. Але Петро Петрович не бачить цього. І його начальник чує про себе таке…

## У ролях
- Ігор Ільїнський — Петро Петрович
- Ніна Мамаєва — дружина Петра Петровича
- Борис Жуковський — Іван Кузьмич
- Анна Лисянська — Надія Сергіївна

## Знімальна група
- Сценарій — М. Строєв (Володимир Масс, Олександр Червінський, Фрідріх Ермлер)
- Постановка — Фрідріх Ермлер
- Режисер — Семен Дерев'янський
- Оператор — Аполлінарій Дудко
- Композитор — Гавриїл Попов
- Звукооператор — Олександр Беккер
- Художник — Ісаак Махліс
- Другий оператор — В. Фомін
- Асистент режисера — Н. Зимацька
- Монтажер — Євгенія Маханькова
- Комбіновані зйомки: 
 Оператор — Михайло Шамкович 
 Художник — Михайло Головатинський
- Директор картини — Йосип Поляков